# Saint-Ange-le-Viel
Pour les articles homonymes, voir Viel.
Saint-Ange-le-Vieil redirige ici.
Saint-Ange-le-Viel, parfois orthographié Saint-Ange-le-Vieil est une ancienne commune française située dans le département de Seine-et-Marne en région Île-de-France, devenue le 1er janvier 2019 une commune déléguée au sein de la commune nouvelle de Villemaréchal
Ses habitants sont appelés les Saintangevins et Saintangevines.

## Géographie

### Localisation
La commune est située à environ  14 kilomètres à l’est de Nemours.

### Hydrographie
Son territoire n’est traversée par aucun cours d'eau.

### Voies de communication et transports

#### Transports
La gare SNCF la plus proche est la Gare de Montereau, située à 15,7 kilomètres, (19 minutes). Elle est desservie par les trains de la ligne R du Transilien et par des trains du réseau TER Bourgogne-Franche-Comté.
La commune est desservie par la ligne d’autocars No 9B du réseau réseau de bus Vallée du Loing - Nemours.

## Urbanisme

### Occupation des sols
En 2018, le territoire de la commune se répartit en 47,8 % de terres arables, 25,5 % de prairies, 14,1 % de forêts, 8,9 % de zones urbanisées et 3,8 % de zones agricoles hétérogènes,.

### Logement
Saint-Ange-le-Viel devient commune déléguée au sein de la commune nouvelle Villemaréchal le 1er janvier 2019.

## Toponymie
Parfois orthographié Saint-Ange-le-Vieil, le nom de la localité est mentionné sous les formes Homines de Sancto Angelo en 1184 ; Saint Ange les Lorrez le Boxhage en 1362 ; Saint Ange le Vieil en 1793 et 1801.
Vieil est issu de l'adjectif de la langue d'oil, vieux.

## Histoire
Mentionné au XIIe siècle Le Vieil : pour le distinguer de Villecerf où François Ier fit bâtir un château dénommé Saint-Ange.
Église à la collation de l'archevêque de Sens.

### Introduction
La seigneurie de Saint-Ange était une paroisse attachée au diocèse de Sens. Elle est connue depuis les premiers temps Capétiens, et rend hommage au roi de France pour sa Grosse Tour de Moret. Elle est un temps dans la mouvance des seigneurs de Diant. Saint-Ange est déjà cité dans la prisée de 1332 du domaine royal en Gâtinais ; cf Guy Fourquin 1963 École des hautes études.
I. "Des Capétiens à la Révolution" : (à suivre)
C'est principalement par les acquisition du XVIe siècle par Anne de Pisseleu, duchesse d'Étampes que les renseignements les plus nombreux sont trouvés sur la paroisse de Saint-Ange.
II. Histoire du nom. "De Saint Ange à  Saint-Ange-le-vieil"
Saint-Ange-le-Vieil a pris ce nom en 1628, lorsque François Le Charron héritera du Château neuf de Challeau, "Maison de plaisance bâtie à la moderne" construit de 1543 à 1546 par Anne de Pisseleu, duchesse d'Étampes pour le roi François Ier. Ce château neuf de Challeau était alors établi sur la seigneurie de Challeau, paroisse de Dormelles, dans la co-seigneurie de Beaumont-les Challeau.
Le domaine acheté en 1607 par Antoine Le Charron pour le compte de son père Pierre Le Charron et de sa fratrie, aux héritiers d'Anne de Pisseleu, en l'espèce Marguerite Hurault veuve d'Anne d'Anglure, faisait partie d'un ensemble de terres et de seigneuries, sises principalement sur les paroisses de Dormelles, Ville - Saint - Jacques, Villemer, Villecerf et de Saint Ange, l'actuel Saint-Ange-le-Vieil.
En 1624, à la mort de Pierre le Charron, trésorier général de l'extraordinaire des guerres, ses trois fils recueillirent sa succession et procédèrent à un partage fort pragmatique qui tiendra compte des biens que chacun possédait déjà, comme Antoine la seigneurie de Dormelles et François la seigneurie de Saint Ange (Saint-Ange-le-Vieil), dont il avait pris le nom depuis 1609.
Antoine l'aîné, appelé Monsieur de Dormelles, possédera la seigneurie de Dormelles et de son château de Blanchefort, la partie principale de la seigneurie de Challeau avec la vieille forteresse du Moyen Âge, et la seigneurie de Saint-Ange, Saint-Ange-le-Vieil qu'il obtiendra alors de son cadet François, par l'échange avec la coseigneurie de Beaumont les Challeau.
François le Cadet, appelé monsieur de Saint Ange, du nom de la seigneurie de Saint-Ange (Saint-Ange-le-Vieil), dont depuis 1609, il en percevait les droits seigneuriaux, aura en héritage la coseigneurie de Beaumont les Challeau, et son " château neuf de Challeau, qui allait "si fort ruinant...!!!", qu'il devra le reconstruire.
Enfin Claude le Charron, le benjamin, de l'acquisition de la seigneurie de Villemaréchal.
François le Charron  était appelé monsieur de Saint Ange depuis cette année 1609, où il rend hommage pour la seigneurie de Saint Ange (le vieil) et en perçoit les droits seigneuriaux. Il voulait bien sûr continuer à pouvoir s'appeler Saint Ange, mais c'était son aîné qui était devenu le seigneur de la terre du nom.
Pour donc pouvoir conserver et porter valablement en droit, ce nom de Saint Ange, la dite seigneurie du nom étant passée à son aîné Antoine, il demandera au roi Louis XIII la faveur de renommer Beaumont Les Challeau, Saint Ange, ce qui sera obtenu en 1628 par un brevet royal enregistré au bailliage de Moret de cette même année.
Pour éviter toute confusion, l'ancienne paroisse de Saint Ange, prendra le nom qu'elle porte encore aujourd'hui de Saint-Ange-le-Vieil.
Beaumont les Challeau, qui n'était qu'une simple co-seigneurie, deviendra alors la seigneurie de Saint Ange et ce, jusqu'à la Révolution, où cette seigneurie de Saint Ange sera supprimée et divisée en deux parties : l'une fusionnant avec Villecerf sous les noms de hameau de Pilliers ou de hameau de Saint Ange, l'autre avec Dormelles, avec les noms des lieux-dits les Fonds de Pilliers" ou de Challeau.
À la mort d'Antoine Le Charron, décédé sans postérité mâle, la seigneurie de Saint-Ange-le-Vieil passera à sa fille Elisabeth, qui depuis le 30 août 1659 en avait l'usufruit en donation de son père. Elisabeth Le Charron, dernier enfant du baron de Dormelles, gouverneur de Montereau-Fault-Yonne, avait été baptisée à Paris le 18 août 1633 à l’église Saint-Jean-en-Grève. Le 30 mars 1667, elle avait donc 34 ans, elle avait épousé dans cette même église de Saint-JeaN-en-Grève, Louis Timoléon, comte de Cossé et baron de Château - Giron, 3e fils de François de Cossé, duc de Brissac, pair et grand panetier de France, chevalier des Ordres du Roi et lieutenant général au gouvernement de Bretagne et de Guyenne de Ruellan.
Leur fils aîné, Artus Louis Timoléon, deviendra le 4e duc de Brissac ; c'est lui qui vendra la seigneurie de Saint Ange le Vieil à Louis Urbain Lefevre de Caumartin, marquis de Saint Ange et comte engagiste de Moret, dans la famille duquel Saint Ange le Vieil restera jusqu'à la Révolution.
Saint-Ange-Le-Vieil aurait pu alors retrouver son nom d'origine Saint Ange.
Le 1er janvier 2019, Saint-Ange-le-Viel et Villemaréchal ont fusionné pour donner la commune de Villemaréchal.

## Politique et administration

### Liste des maires
| Période                                  | Période       | Identité            | Étiquette | Qualité                 |
| ---------------------------------------- | ------------- | ------------------- | --------- | ----------------------- |
| Les données manquantes sont à compléter. |               |                     |           |                         |
| 1995                                     | décembre 2018 | Jean-Pierre Gascuel |           | Technicien EDF retraité |

### Liste des maires délégués
| Période      | Période  | Identité            | Étiquette | Qualité                 |
| ------------ | -------- | ------------------- | --------- | ----------------------- |
| janvier 2019 | mai 2020 | Jean-Pierre Gascuel | PS        | Technicien EDF retraité |

## Population et société

### Démographie
L'évolution du nombre d'habitants est connue à travers les recensements de la population effectués dans la commune depuis 1793. Pour les communes de moins de 10 000 habitants, une enquête de recensement portant sur toute la population est réalisée tous les cinq ans, les populations de référence des années intermédiaires étant quant à elles estimées par interpolation ou extrapolation. Pour la commune, le premier recensement exhaustif entrant dans le cadre du nouveau dispositif a été réalisé en 2007.

En 2016, la commune comptait 235 habitants, en évolution de +3,07 % par rapport à 2010 (Seine-et-Marne : +3,92 %, France hors Mayotte : +2,11 %).
| 1793 | 1800 | 1806 | 1821 | 1831 | 1836 | 1841 | 1846 | 1851 |
| ---- | ---- | ---- | ---- | ---- | ---- | ---- | ---- | ---- |
| 84   | 90   | 104  | 103  | 118  | 107  | 100  | 123  | 141  |

| 1856 | 1861 | 1866 | 1872 | 1876 | 1881 | 1886 | 1891 | 1896 |
| ---- | ---- | ---- | ---- | ---- | ---- | ---- | ---- | ---- |
| 136  | 117  | 112  | 111  | 129  | 129  | 129  | 135  | 131  |

| 1901 | 1906 | 1911 | 1921 | 1926 | 1931 | 1936 | 1946 | 1954 |
| ---- | ---- | ---- | ---- | ---- | ---- | ---- | ---- | ---- |
| 119  | 128  | 124  | 124  | 111  | 106  | 101  | 100  | 83   |

| 1962 | 1968 | 1975 | 1982 | 1990 | 1999 | 2006 | 2007 | 2012 |
| ---- | ---- | ---- | ---- | ---- | ---- | ---- | ---- | ---- |
| 89   | 77   | 96   | 116  | 187  | 215  | 226  | 227  | 231  |

| 2016 | - | - | - | - | - | - | - | - |
| ---- | - | - | - | - | - | - | - | - |
| 235  | - | - | - | - | - | - | - | - |

### Événements
- Fête de la Saint-Michel le 30 septembre.

## Économie
- Exploitation agricoles.

## Culture locale et patrimoine

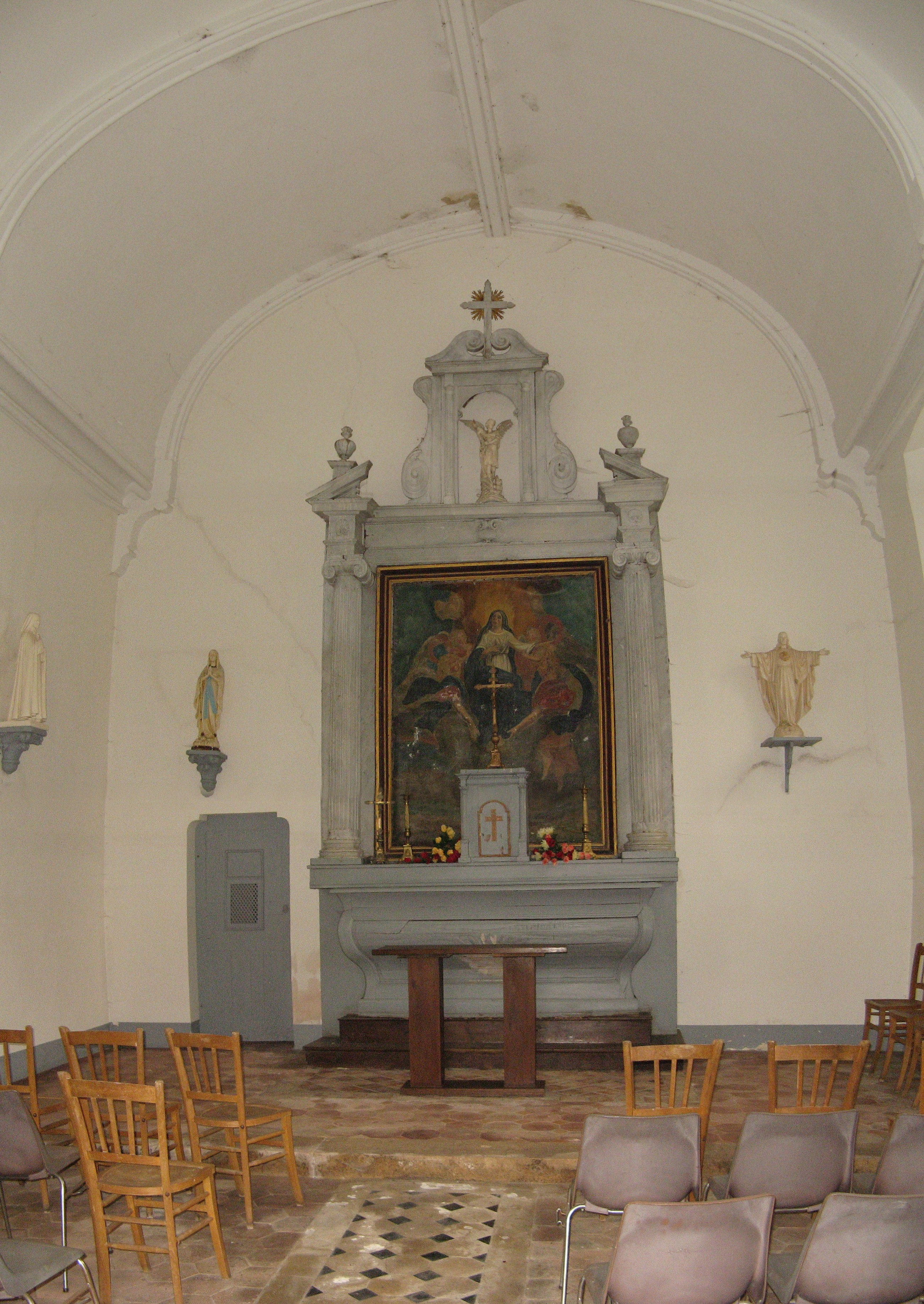
L'intérieur de l'église.

### Lieux et monuments
- L'église Saint-Michel de Saint-Ange.

### Personnalités liées à la commune
- Thierry Lamouche (1955-),illustrateur et graphiste français y habite.